# Сабри, Али
 Али́ Са́бри (араб. علي صبري‎; англ.  Ali Sabri , 31 августа 1920, Каир, Султанат Египет — 3 августа 1991, Каир, Арабская Республика Египет) — египетский политический и военный деятель, председатель Исполнительного совета (правительства) Объединённой Арабской Республики в 1962—1964 годах, премьер-министр Объединённой Арабской Республики в 1964—1965 годах, вице-президент Объединённой Арабской Республики в 1965—1968 годах, генеральный секретарь Арабского социалистического союза в 1965—1969 годах. Маршал авиации. Сторонник социалистической ориентации и укрепления связей с СССР, один из претендентов на высшую власть в Египте после смерти президента Гамаля Абдель Насера. Смещён с постов в ходе «майской исправительной революции» 1971 года и приговорён к тюремному заключению.

## Биография

### Военная карьера и Революция 1952 года
Али Сабри родился 31 августа 1920 года в Каире в имевшей турецко-черкесское происхождение семье крупного государственного чиновника Аббаса-Балига Сабри. По материнской линии он был внуком Амина Шамси-паши, ближайшего сподвижника Ахмеда Ораби и племянником паши Али Шамси, одного из основателей партии Вафд. Он вырос и получил образование в каирском пригороде Маади. В 1940 году окончил Военно-воздушную академию. Служил в египетской армии военным пилотом, участвовал в Палестинской войне. С 1948 года в чине подполковника возглавлял службу разведки ВВС Египта. Сабри сочувствовал организации «Свободные офицеры», однако не вступал в неё. Он обеспечивал связь между Г. А. Насером лично и военными атташе посольства США в Каире. С 1949 года Сабри одновременно преподавал в Военно-воздушной академии и занимал посты в Штабе ВВС Египта. Однако он принял некоторое участие в Июльской революции 1952 года. 23 июля 1952 года подполковник Али Сабри был вызван в резиденцию Главного командования. Но по пути в резиденцию он был задержан в районе Гелиополиса (пригород Каира Миср аль-Джидида) революционными офицерами артиллерии и был пропущен только после того, как те связались с Главным командованием. По прибытии Сабри в резиденцию Насер поручил ему известить о смене власти посольство США в Каире, так как тот поддерживал дружеские отношения с американским военно-воздушным атташе. Сабри немедленно связался с американским посольством по телефону. Он выполнил свою миссию, однако в США обо всем уже узнали из утренних газет.

### На вторых ролях
После революции Сабри продолжил поддерживать связь между революционным руководством и США, при этом став секретарем группы «Свободных офицеров» Военно-воздушных сил. Однако он не вошёл ни в первый, ни во второй (с 15 августа) состав Совета руководства революцией (СРР). Когда США уведомили его, что не одобрят назначения Председателя Государственного совета Абд ар-Разека ас-Санхури на пост премьер-министра, Сабри сообщил об этом 7 сентября на заседании СРР, куда был приглашен как лидер «Свободных офицеров» в ВВС. На основании его информации Гамаль Салем отвел кандидатуру Санхури.
В ноябре 1952 года Сабри вместе с полковником Хасаном аль-Факлави был направлен в США во главе приемочной комиссии, для обеспечения поставок вооружений для армии Египта на сумму в 100 миллионов долларов. Первоначально он сообщил, что переговоры идут успешно и даже потребовал срочно реконструировать аэродромы Египта для приема реактивных истребителей. Однако, проведя несколько месяцев в Вашингтоне и ведя переговоры в Пентагоне, Сабри не достиг результатов, так как США увязали поставки оружия с присоединением Египта к военным блокам. В 1953 году он был назначен начальником политической канцелярии первого президента Египта Мохаммеда Нагиба.

### Взлёт Али Сабри
Толчком к резкому карьерному взлёту подполковника Али Сабри стал конфликт в среде «Свободных офицеров». Во время политического кризиса 26 февраля 1954 года Али Сабри вместе с подполковником ВВС Вагихом Абазой поднял в воздух военную авиацию в поддержку Гамаля Абдель Насера. Это укрепило доверие к нему фактического правителя Египта, который назначил Сабри на важный пост директора кабинета Верховного главнокомандующего.
Именно Сабри февральской ночью 1955 года доложил Насеру по телефону об израильской атаке на сектор Газа.
В апреле 1955 года Сабри в чине подполковника был назначен директором кабинета президента Египта. В те же дни он стал одним из пяти членов египетской делегации на Конференции афро-азиатских стран в Бандунге 18 — 24 апреля 1955 года. В этой поездке (9 апреля — 2 мая) он вместе с Насером посетил Пакистан, Индию, Индонезию и Афганистан.
В 1956—1957 годах Али Сабри был политическим советником президента Насера. В августе 1956 года он был направлен Насером в Лондон для подготовки Конференции 24 государств — пользователей Суэцкого канала 16—22 августа и для разъяснения позиции Египта. В 1956—1957 годах он также руководил в качестве директора Службой общей разведки Египта (Мухабарат), являясь по должности заместителем министра внутренних дел. Получив в 1957 году назначение на пост государственного министра, Сабри сохранил контроль над общей разведкой, начальником которой стал полковник Салах Наср. В 1957 году он был избран депутатом Национального собрания, а в 1958 году стал членом Высшего исполнительного комитета правящей партии Национальный союз.
В мае 1958 года Сабри сопровождал Насера в его поездке в Советский Союз. В 1959 году он оставил пост директора кабинета президента Египта и в 1960—1962 годах занимал пост министра по делам президентства Объединённой Арабской Республики, участвовал в Конференции неприсоединившихся стран в Белграде в 1961 году.

### Глава египетского правительства
29 сентября 1962 года, через год после распада Объединённой Арабской Республики президент Насер назначил министра по делам президентства Али Сабри Председателем Исполнительного Совета ОАР — главой правительства Египта. Одновременно Насер поручил ему возглавить работу по созданию правящей партии — Арабского Социалистического союза (АСС) и ввёл его в состав Высшего исполнительного комитета АСС. В качестве главы правительства Сабри активно участвовал в международных делах. В январе 1963 года он вместе с премьер-министром Цейлона Саримаво Бандаранаике и министром иностранных дел Ганы Уильямом Офори-Атта участвовал в переговорах Дели по урегулированию конфликта между Индией и Китаем.
26 марта 1964 года после принятия новой временной конституции страны Али Сабри декретом президента Насера был назначен премьер-министром Объединённой Арабской Республики. Он посетил СССР в апреле 1963 года и в 15 — 23 сентября 1964 года, руководил подготовкой Второго пятилетнего плана (1965—1970), в мае 1964 года участвовал в переговорах Насера и Н. С. Хрущёва в Каире.

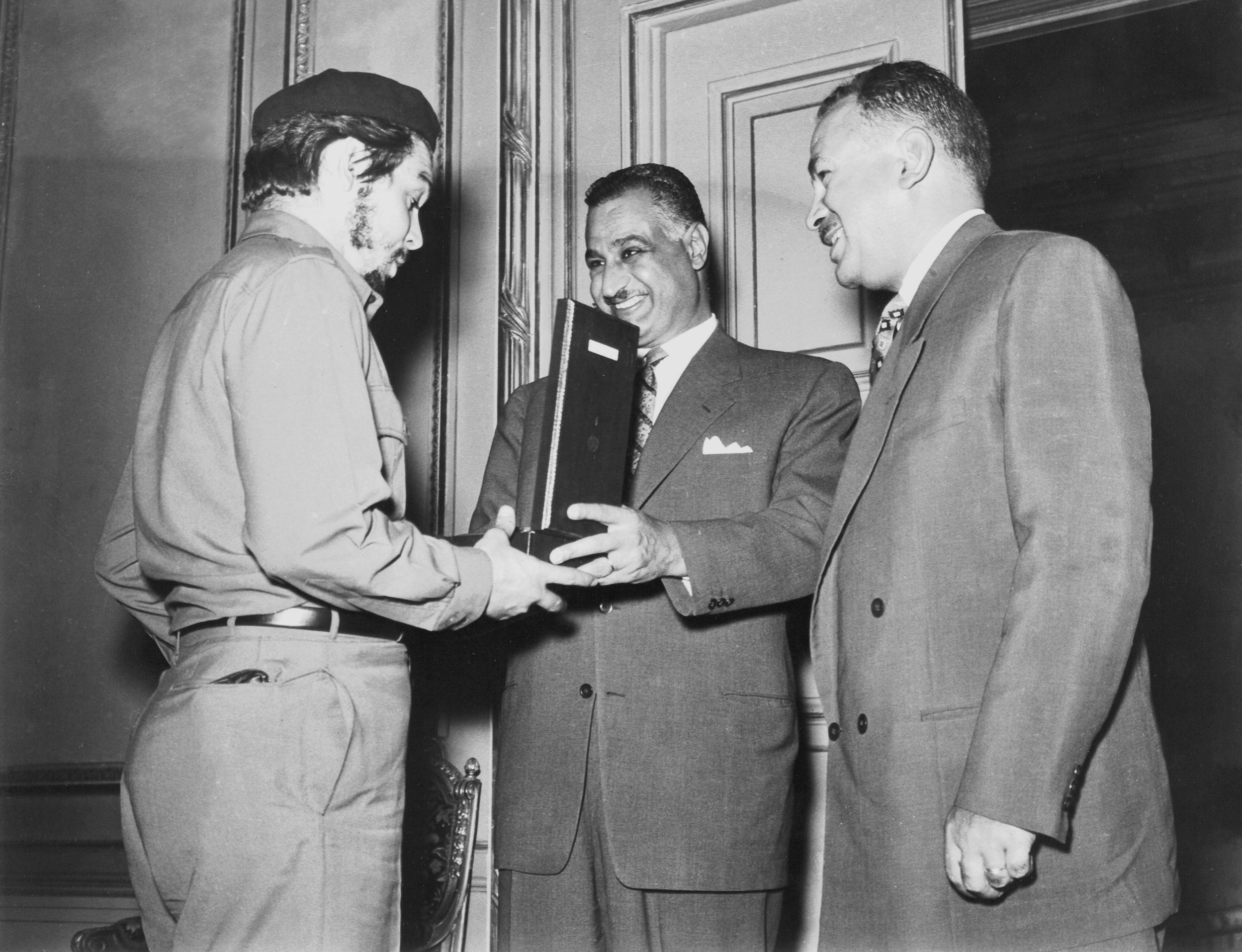
Эрнесто Че Гевара, Али Сабри и Гамаль Абдель Насер в 1966 году в Каире, во время кратковременной остановки Че Гевары по пути в Алжир

29 сентября 1965 года Али Сабри подал Насеру прошение об отставке своего правительства. Египетская пресса писала, что страна вступает в «новый этап нового революционного подъёма» и эта отставка призвана служить широким политическим изменениям. На Сабри была возложена задача формирования руководящих структур правящей партии, которую он должен был возглавить

### Вице-президент
1 октября 1965 года Насер декретом назначил Сабри вице-президентом ОАР и в том же месяце тот возглавил вновь созданный Генеральный секретариат АСС. До 1968 года Сабри был генеральным секретарём и членом Высшего исполнительного комитета Арабского Социалистического Союза. Он руководил созданием в составе АСС секретной политической организации «Авангард социалистов», формирование которой было закончено в апреле 1966 года.
В мае 1966 года Сабри воспользовался убийством в Камшише активиста АСС Салаха Хуссейна (30 апреля 1966 года) для усиления позиций Арабского социалистического союза. Он обвинил местные правительственные власти в сокрытии этого преступлении и добился передачи следствия под контроль партии. После этого начались подержанная Насером кампания по раскрытию целого ряда таких убийств, а также фактов саботажа и сокрытия земли, подлежащей экспроприации. АСС повсеместно организовывал рабочие и крестьянские демонстрации, в стране развернулась активная пропагандистская кампания. Сабри стремился подчинить контролю АСС бюрократический аппарат, общественные движения, профсоюзы и синдикаты.
19 июня 1967 года он вошёл в новый кабинет Насера, объединив посты вице-президента, заместителя премьер-министра и министра по делам местной администрации (в 1968 году на посту министра его сменил Хамди Ашур).
Утверждали, что в том же 1967 году заговорщики во главе с маршалом Амером внесли Сабри в списки лиц, подлежащих аресту в момент захвата власти.
20 марта 1968 года Али Сабри оставил пост вице-президента и в дальнейшем занимал ряд министерских постов.

### Полемика с группой Закарии Мохи эд-Дина
Али Сабри выступал как сторонник плановой экономики и союза с СССР, высказывался против «буржуазного перерождения» египетской государственной элиты. С другой стороны вице-президент Закария Мохи эд-Дин выступал против вмешательства правящей парии в вопросы экономики. Он призывал к «отделению экономики от политики». Мохи эд-Дина активно поддерживали министр планирования Абдель Монейм Кайсуни, в министерстве которого сосредоточились прозападные экономисты, а также министр экономики и внешней торговли Хасан Аббас Заки. Сабри выступил с критикой Мохи эд-Дина и его сторонников, которых прозвали «неокапиталистами». 22 — 26 апреля 1967 года в пяти номерах газеты «Аль-Ахрам» была опубликована беседа генерального секретаря АСС Али Сабри с редактором газеты. Сабри утверждал:
«Конечно, мы должны добиваться, чтобы административные работники получали политическую подготовку. Однако это — тактическая цель. Стратегическая же цель заключается в том, чтобы административный руководитель рождался в политической организации… Управление производством — это, прежде всего, политический акт».
Противостояние Сабри и Мохи эд-Дина усилилось после поражения Египта в Шестидневной войне, когда т. н. «неокапиталисты» назвали главной причиной поражения «социалистическую тенденцию». Попытки Насера сблизить две группировки не дали результатов, а сам президент не принял предложений группы Мохи эд-Дина решить экономические проблемы восстановлением рыночных отношений и переориентацией на США. И Сабри и Мохи эд-Дин в один день были отправлены в отставку с постов вице-президентов, но к концу 1968 года линия Али Сабри одержала верх и Закария Мохи эд-Дин ушёл из политики.
После этого участились поездки Али Сабри в СССР. В июне 1969 года он посетил Москву по партийной линии как член Высшего исполнительного комитета АСС, в апреле 1970 года возглавил египетскую делегацию на торжествах по случаю 100-летия В. И. Ленина, а через несколько месяцев возглавил партийно-правительственную делегацию ОАР, посетившую Советский Союз 20 — 26 декабря 1970 года
В 1970 году Али Сабри получил звание маршала авиации.

### Схватка за власть
Неожиданная смерть президента Гамаля Абдель Насера 28 сентября 1970 года вызвала неопределённость в политической жизни Египта, лишившегося харизматичного руководителя. Формально на пост президента мог претендовать вице-президент Анвар Садат, не имевший серьёзного политического веса, а реальные рычаги власти находились в руках руководителей, группировавшихся вокруг Али Сабри. На похоронах Насера 1 октября Анвар Садат пережил сердечный приступ, что усилило мнение о том, что он фигура временная. Многие серьёзные наблюдатели определяли срок правления Садата в несколько месяцев. Но и сам Али Сабри пережил сердечный приступ на похоронах Насера и он, в отличие от Садата, не имел юридических прав на президентский пост. Кроме того Сабри и его сторонники не пользовались особой популярностью в народе, хотя Сабри и компенсировал это «огромной работоспособностью, большим политическим чутьём».
3 октября 1970 года Арабский социалистический союз рекомендовал Садата на пост президента. 31 октября 1970 года Садат назначил маршала Сабри вице-президентом Египта. Впрочем, некоторые исследователи видели в этом шаге Садата тонкий расчёт — назначение должно было связать Сабри руки и не дать возглавить оппозицию.
Между тем Сабри считался фактическим лидером режима, он продолжал пользоваться особым влиянием в АСС, его сторонники занимали ключевые государственные посты. На его стороне выступали вице-премьер и министр внутренних дел Шаарауи Гомаа, генеральный секретарь АСС Абу Мохсен ан-Нур и председатель Национального собрания Лабиб Шукейр. В число сторонников Сабри входили также министр обороны Мухаммед Фавзи, контролировавший спецслужбы государственный министр Сами Шараф, руководитель директората Общей разведки Ахмед Камель, министр информации Мухаммед Фаик, министр строительства Мухаммед Саад эд-Дин Зайед. Однако президент Садат инициировал тайные расследования против каждого из представителей «промосковский» или «левонасеристской» группы Сабри и установил личной контакт с командующим Республиканской гвардией, ведающей охраной Президента.
К концу весны 1971 года конфликт между Садатом и Сабри стал открытым. Камнем преткновения стал вопрос об объединении Египта с Сирией и Ливией в Федерацию Арабских Республик, инициированный Садатом без согласования с Али Сабри. 21 апреля 1971 года на заседании Высшего исполнительного комитета АСС, а затем и в ЦК АСС группа Сабри подвергла резкой критике политику Садата. Против него выступили кроме Сабри Сами Шараф, Шаарауи Гомаа, генеральный секретарь АСС Абу Мухсен Ан Нур и председатель Национального собрания Лабиб Шукейр. На сторону Садата встал только военный министр Мухаммед Фавзи.
29 апреля в Москве Политбюро ЦК КПСС в срочном порядке заслушало доклады о положении в Египте. Посол СССР в Египте В. М. Виноградов и главный военный советник В. В. Окунев высказались в пользу отношений с Садатом, хотя и выразили некоторые опасения по его адресу, а резидент КГБ в Каире Вадим Кирпиченко подверг Садата критике, утверждая, что тот обманывает руководство СССР и готовит разрыв отношений. После бурной дискуссии руководство СССР не пришло к какому бы то ни было решению и не предприняло никаких действий в отношении Египта.

### Майское поражение
1 мая 1971 года в Хелуане Садат произнес традиционную первомайскую речь, в которой заявил о неких «центрах сил», которые угрожают режиму. Вечером того же дня он объявил о предстоящей отставке Али Сабри. При содействии консервативного начальника Генштаба Мухаммеда Садека Садат провел тайные переговоры с офицерами армии, а также президентской гвардии и спецслужб. 2 мая Садат сместил Сабри с поста вице-президента. 3 мая Сабри направил генеральному секретарю Арабского социалистического союза Абу ан-Нуру прошение об отставке со своих партийных постов. Он писал: «Любой, кто хочет выразить своё мнение с полной откровенностью, рассматривается как противник интересов нации, если его мнение расходится с мнением президента Республики, и за это он подвергается наказанию. Поскольку меня в члены ВИК АСС избрал ЦК АСС, я намерен передать вопрос о своей отставке с этого поста на следующее заседание ЦК».
События продолжали развиваться.
Как утверждал в своих мемуарах Садат, 11 мая молодой полицейский принёс президенту магнитофонную плёнку с записью, свидетельствовавшей о том, что Сабри готовит его свержение.
13 мая 1971 года радио Каира неожиданно для президента Садата сообщило, что Шарауи Гомаа подал в отставку с поста вице-премьера и министра внутренних дел. Затем последовало сообщение об отставке государственного министра Сами Шарафа, Мухаммеда Фаека, Саада Заида, Хильми Сайда, генерального секретаря АСС Абу Мохсена ан-Нура, председателя Национального собрания Лабиба Шукейра, члена ВИК АСС Дия ад-Дина Дауда и военного министра Мухаммеда Фавзи. Всего подали в отставку 5 министров и три члена Высшего исполнительного комитета АСС. Надеясь этим поставить Садата в тупик, они разъехались по своим резиденциям отдыхать от майской жары. Но 14 мая по приказу Садата Республиканская гвардия, не встретив никакого сопротивления, арестовала Али Сабри и его сторонников. Сабри был отстранен от всех занимаемых должностей и лишен звания маршала. Переворот 13-15 мая через некоторое время получил в Египте официальное наименование «Майской исправительной революции».
Академик Евгений Максимович Примаков так оценивал эти события в Египте:
«Садат стал президентом, но реальная власть — армия, Министерство внутренних дел, разведка, Арабский социалистический союз (АСС), секретная организация „Авангард социалистов“ внутри АСС — все это оставалось на первых порах не под контролем Садата. Но лишь на первых порах. Прогнозы в отношении „промежуточности“ фигуры Садата, около которого находились те, в чьих руках в ту пору была сосредоточена реальная власть, — Али Сабри, Шаарауи Гомаа, генерал Фавзи, Сами Шараф и другие, — не оправдались. Сказался такой феномен, как традиционное, ещё со времен фараонов, преклонение в Египте перед лицом, занимающим высшее положение в иерархии государственной власти. Безусловно, сыграла свою роль и личность самого Садата. Он оказался неплохим тактиком, целеустремленным и хитрым политиком». 
Л. Г. Князев писал:
 «Падение Али Сабри не привело к каким-либо серьезным последствиям. Его группировка показала себя лишь как крупная бюрократическая сила, весьма слабая в политическом отношении. Только организации АСС Каира и Гизы выступили с призывом к единству левых сил, привлечению народных масс на защиту насеровских завоеваний. Однако этот призыв был отвергнут верхушкой левых насеристов, которые в конечном итоге предпочли такой метод действий, как заговор. По оценке Ф. Матара и Л. Холи, казалось, что та и другая сторона словно заключили джентльменское соглашение — ограничиться рамками дворцового переворота, не привлекая к своей борьбе народные массы».
28 августа 1971 года в пригороде Каира Гелиополисе начался суд над группой Сабри, которую обвинили в заговоре против Садата. Судили 91 человека, в том числе Сабри, бывших заместителя премьер-министра и министра внутренних дел Ш. Гомаа, военного министра М. Фавзи, генсека АСС А. М. Абу ан-Нура и других. Было зачитано обвинительное заключение. Слушание было отложено до 4 сентября в связи с необходимостью дополнительного изучения материалов защитой обвиняемых.
10 декабря 1971 года трибунал приговорил Али Сабри к смертной казни, которую Садат тут же заменил на пожизненные каторжные работы. Через некоторое время срок был сокращён до 25 лет тюрьмы.
В 1981 году Али Сабри был амнистирован Анваром Садатом незадолго до убийства последнего на параде 6 октября.
Али Сабри скончался 3 августа 1991 года в Каире от инфаркта.

## Частная жизнь
Али Сабри имел трёх братьев и сестру. В юности он увлекался теннисом и плаванием.

## Сочинения
- Сабри А. Годы преобразований и оценка Первого пятилетнего плана ОАР / М.1970